# David Graham (Komponist)
David Paul Graham (* 22. Januar 1951 in Stratford-upon-Avon) ist ein britischer Komponist und Musikpädagoge.

## Leben
David Graham studierte an der Reading University Komposition, Klavier und Dirigieren. Seine Studien setzte er von 1980 bis 1983 in der Meisterklasse von Hans Werner Henze an der Hochschule für Musik Köln fort. Nach einem längeren Aufenthalt in Italien, wo er von 1983 bis 1986 die Musikschule von Montepulciano als Animatore Culturale leitete und u. a. für den lokalen Beitrag zum dortigen Musikfestival zuständig war, lebt er heute als Komponist und Kompositionslehrer in Bonn. Seine Kompositionen wurden bei zahlreichen Festivals aufgeführt (z. B. Almeida Festival, London; Münchener Biennale; Columbus Festival, Udine; Steirischer Herbst; Luis Casas Romero, Camagüey). Filmmusiken schrieb er u. a. für Volker Schlöndorff und Bill Douglas.
Seit 1987 ist David Graham mit Bettina Graham, geborene Kopton, verheiratet. Das Paar hat zwei Kinder, Philip und Victoria.

## Pädagogische Tätigkeiten
Als Kompositionslehrer an der Musikschule von Montepulciano leitete er eine Kinderkompositionsklasse, die gemeinschaftlich eine Oper komponierte, die später auch von Kindern und Jugendlichen aufgeführt wurde. International stark beachtet wurde dies zu einem Modell für zahlreiche ähnliche Projekte. David Graham baute ab 1986 an der Clara-Schumann-Musikschule in Düsseldorf eine Kompositionsklasse für Kinder und Jugendliche auf, deren Teilnehmer sowohl gemeinsam Opern, Singspiele und Filmmusiken komponieren, als auch individuell Kompositionen für verschiedene Besetzungen schreiben.
Bekannte Schüler:
Hauke Berheide, Birke J. Bertelsmeier, Andreas Kunstein, Luca Vanneschi, Valentin Ruckebier